# 唬客船長
《唬客船長》是台灣音樂人劉劭希的第7張錄音室專輯，劉劭希獨立製作，其獨資公司傳響樂坊發行，是劉劭希的第五張客語創作專輯。此專輯共收錄10首歌曲，皆使用客語演唱，專輯帶有鮮明的客家意象，也藉由音樂傳達對時政的感嘆。
《唬客船長》專輯名稱承襲劉劭希客語創作專輯一貫的「客」字。專輯客家意識濃厚，除了針弊時政，也帶有勸世意涵。
唬客船長意為欺騙船客的船長，歌曲抨擊政治人物以希望為號召領導臺灣政壇，不管人民死活的胡亂主政。臺灣政壇經歷政黨輪替，許多政治人物退去偶像光環魅力不再，如同欺騙船客的船長。專輯製作時逢臺灣政壇選舉，兩粒爛芭樂一曲反映了臺灣政壇的兩黨政治下，老百姓苦無選擇的無奈。
第九曲浮生若夢形容人生像一場漫長的夢，人們為了爭名奪利，一朝天子一朝囚，大夢醒來卻是一場空，劉劭希用他剛猛的嗓音，唱出對人生的體悟。
最後一曲末代客的最後一場戲，則是劉劭希認為目前的中壯年客家人將成為最後一代能夠流利使用客家話的「末代客」，身為客家人勉力作音樂，也僅是用最後的力量浮上水面呼吸而已，客家話將會迅速在臺灣消亡，用歌曲傳達客家語言逐漸消亡的無奈。

## 曲目
1. 落客壞落的時代
2. 唬客船長
3. Disco阿嬤
4. 𠊎希望
5. 月光光好種薑
6. 沒天良
7. 來跳舞
8. 兩粒爛芭樂
9. 浮生若夢
10. 末代客的最後一場戲

## 獎項
- 金曲獎
  - 2009年度：最佳客語專輯獎（提名）
  - 2009年度：最佳客語歌手獎

## 外部連結
- 劉劭希 就是愛玩網 94ione.com
- 唬客船長專輯 完整試聽
- 台灣客家新音樂的現況與困境（页面存档备份，存于）